# El Rosario (métro de Mexico)
Pour les articles homonymes, voir El Rosario.
El Rosario est une station de correspondance entre les lignes 6 et 7 du métro de Mexico. Elle est située au nord de Mexico, dans la délégation Azcapotzalco.

## La station
La station tire son nom de l'ensemble d'immeubles d'habitation appelé Unidad El Rosario qui l'entoure et doit le sien à l'ancien domaine qui occupait le lieu. L'emblème de la station représente un chapelet.
C'est la seule station de surface des deux lignes 6 et 7, ainsi que la correspondance la plus courte de l'ensemble du réseau, avec 3,5 mètres de séparation entre les lignes. C'est aussi un lieu de maintenance et de repos des wagons ; par ailleurs, c'est aussi dans ces ateliers qu'arrivent et font leurs essais toutes les rames pneumatiques neuves. On utilise pour cela une voie située à l'extrême est du réseau, près du dépôt des trolleybus et connectée avec la voie de la rue des Chemins de Fer Nationaux (Ferrocarriles Nacionales de Mexico).